# 통일로 나들목
통일로 나들목(Tongillo IC)은 경기도 고양시 덕양구 대자동과 신원동에 걸쳐 있는 수도권제1순환고속도로의 16번 교차로이다. 국도 제1호선인 통일로와 교차하며, 통일로를 이용하여 파주시 문산읍, 임진각, 판문점 등으로 이동할 수 있다. 계획 당시 가칭은 벽제 나들목이었다.

## 연혁
- 1999년 6월 24일 : 나들목 신설을 위해 고양시 도시계획시설 교통광장에 벽제 나들목을 고시[1]
- 2003년 7월 8일 : 2006년 6월까지 나들목 요금소 신설을 위해 고양시 도시계획시설 교통광장 변경[2]
- 2006년 6월 30일 : 서울외곽순환고속도로 일산 ~ 송추 구간 개통과 함께 영업 개시[3]

## 구조물 정보
- 위치: 경기도 고양시 덕양구 대자동, 신원동
- 영업소: 경기도 고양시 덕양구 통일로 457 (신원동)

## 접속하는 도로
- 국도 제1호선 (통일로)
- 간접 연결 : 국도 제39호선 (호국로)

## 교통량 정보
아래 정보는 월간 교통량을 일간 교통량으로 환산한 것이다.
| 구간          | 통행량 (대/일) | 통행량 (대/일) | 통행량 (대/일) | 통행량 (대/일) | 통행량 (대/일) | 통행량 (대/일) | 통행량 (대/일) | 통행량 (대/일) | 통행량 (대/일) | 통행량 (대/일) | 통행량 (대/일) | 통행량 (대/일) | 통행량 (대/일) | 통행량 (대/일) | 각주  |
| 구간          | 2001년         | 2002년         | 2003년         | 2004년         | 2005년         | 2006년         | 2007년         | 2008년         | 2009년         | 2010년         | 2011년         | 2012년         | 2013년         | 2014년         | 각주  |
| ------------- | -------------- | -------------- | -------------- | -------------- | -------------- | -------------- | -------------- | -------------- | -------------- | -------------- | -------------- | -------------- | -------------- | -------------- | ----- |
| 통일로 → 고양 | 미개통         | 미개통         | 미개통         | 미개통         | 미개통         | 15,121         | 21,128         | 32,977         | 40,482         | 44,560         | 44,825         | 46,515         | 48,918         | 52,209         | [ 4 ] |
| 고양 → 통일로 | 미개통         | 미개통         | 미개통         | 미개통         | 미개통         | 17,139         | 23,082         | 35,090         | 43,012         | 47,432         | 46,756         | 48,002         | 50,345         | 52,970         | [ 4 ] |
| 통일로 → 양주 | 미개통         | 미개통         | 미개통         | 미개통         | 미개통         | 12,846         | 16,535         | 29,490         | 38,021         | 42,569         | 42,806         | 42,509         | 45,388         | 48,804         | [ 4 ] |
| 양주 → 통일로 | 미개통         | 미개통         | 미개통         | 미개통         | 미개통         | 10,596         | 14,456         | 27,184         | 34,936         | 39,085         | 39,718         | 40,452         | 42,994         | 45,864         | [ 4 ] |